# Speke Hall

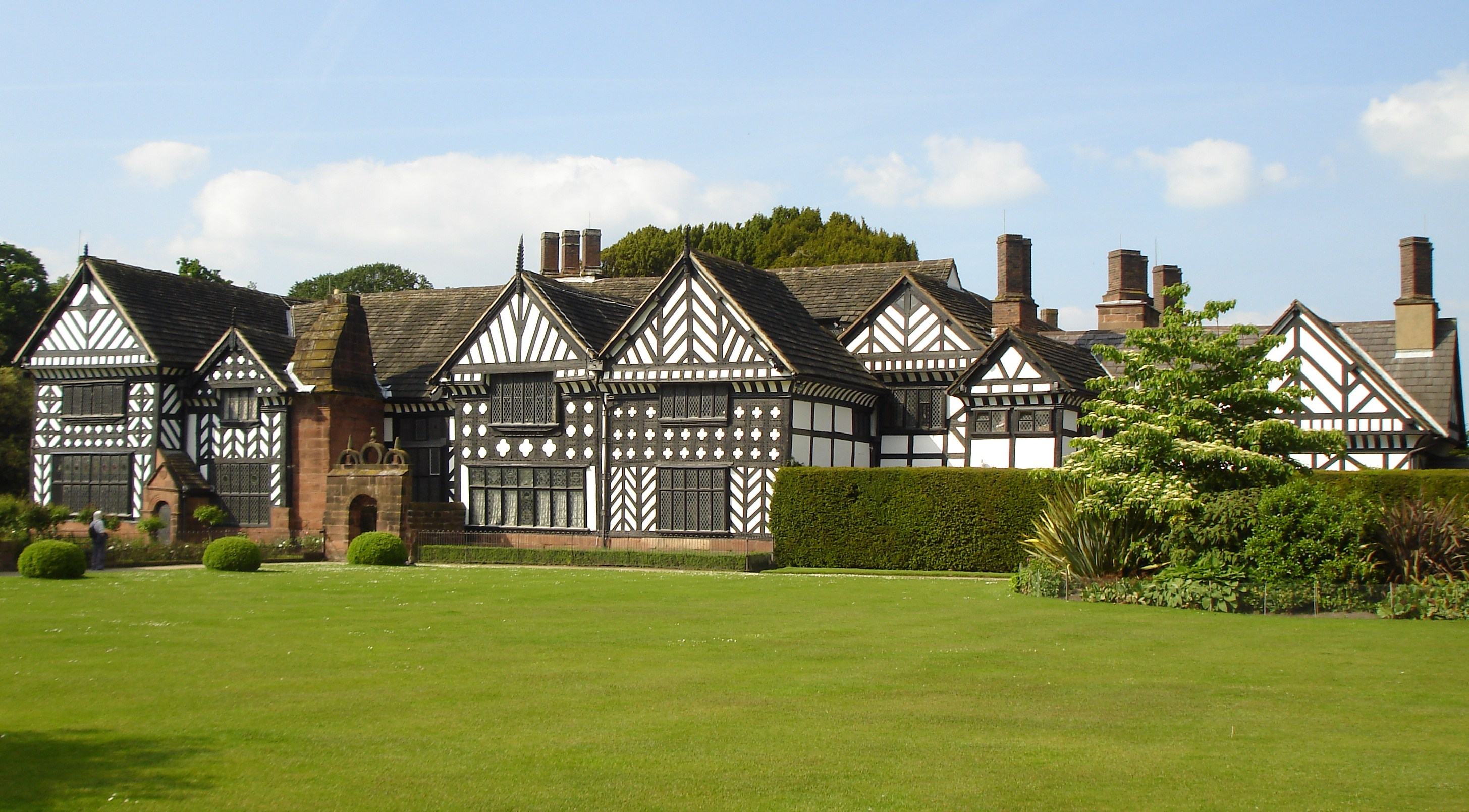
Speke Hall, Liverpool

Speke Hall ist ein herrschaftlicher, einen Hof einschließender Gebäudekomplex im Tudorstil des 16. Jahrhunderts in Speke, Liverpool/England. Das Haus gilt als eines der hervorragenden, und dabei gut erhaltenen Beispiele für die markante Fachwerkarchitektur in der Zeit der Tudor-Dynastie. Heutiger Eigentümer ist der National Trust. 2019 wurde Speke Hall  von rund 225.000 Personen besucht. 2024 betrug die Besucherzahl etwa 206.000 Personen.

## Historie
Speke Hall wurde für die Norris Familie gebaut, und die Entstehung der Gebäude erstreckte sich von etwa 1490 bis 1613; trotzdem zeigen alle vier Flügel den gleichen Architekturstil. Die Norris Familie bewohnte das Haus über mehrere Generationen, bis die weibliche Erbin in die Beauclerk Familie einheiratete. 1795 kaufte schließlich die Watt Familie das Haus von den Beauclerks.

## Interieur
Der älteste Teil ist der Große Salon mit einem gewaltigen Kamin an einem Ende des Raumes. Die spektakuläre Decke aus dem frühen 17. Jahrhundert ist mit Motiven von Früchten und Blumen verziert.
Im Hof tragen zwei als „Adam und Eva“ bekannte Eiben zur gedämpften, von Wandpanelen und schweren Eichenmöbeln geprägten Atmosphäre der Innenräume bei. Sie wurden im 18. Jahrhundert erstmals erwähnt, sind aber möglicherweise wesentlich älter als Speke Hall.

## Exterieur
Die heutige Gestaltung der Gartenanlage geht auf die Zeit nach 1855 zurück, als der zwanzigjährige Richard Watt das Anwesen erbte und die Restauration und Verschönerung der Bepflanzung in Angriff nahm. Nach Watts plötzlichem Tod setzten der damalige Pächter, Frederick Leyland, und ab 1878 Watts Tochter die Arbeiten fort. Eine weitere Phase mit fundamentalen Verbesserungen begann 1986 bei der endgültigen Übernahme durch den National Trust. So wurde in dem eingefriedeten Bereich außerhalb des Großen Salons eine hübsche Anordnung von Beet- und Strauchrosen inmitten niedrigwachsender Blumen angelegt.
Der sandige Boden des Anwesens eignet sich gut für Rhododendron, der in der zweiten Hälfte des 19. Jahrhunderts in großem Umfang gepflanzt wurde und auch heute noch an vielen Stellen prominent ist.